# Saif Al Kaabi
Saif Mayoof Al Kaabi, né le 11 août 1995, est un coureur cycliste émirati. Il participe à des compétitions sur route et sur piste.

## Biographie
En août 2022, Saif Al Kaabi représente son pays aux Jeux de la Solidarité islamique. L'année suivante, il devient champion national des Émirats arabes unis dans l'épreuve chronométrée. Il se classe également deuxième du contre-la-montre par équipes aux championnats arabes et troisième du contre-la-montre par équipes aux Jeux panarabes, avec sa délégation nationale. 

## Palmarès sur route

### Par année
- 2019
  - NAS Cycling Challenge[1]
  - 2e du championnat des Émirats arabes unis sur route
- 2022
  - Tour de Salalah :
    - Classement général[2]
    - 1re étape[3]

  - 2e du championnat des Émirats arabes unis du contre-la-montre
  - 2e du championnat des Émirats arabes unis sur route
- 2023
  -  Champion des Émirats arabes unis du contre-la-montre
  -  Médaillé d'argent du contre-la-montre par équipes aux championnats arabes
  -  Médaillé de bronze du contre-la-montre par équipes aux Jeux panarabes
- 2024
  - 2e du championnat des Émirats arabes unis du contre-la-montre

### Classements mondiaux
| Année                                 | 2019 | 2020 | 2021  | 2022  | 2023  | 2024  |
| ------------------------------------- | ---- | ---- | ----- | ----- | ----- | ----- |
| Classement mondial                    | 908e | nc   | 2339e | 1749e | 1597e | 1847e |
| UCI Asia Tour                         | 44e  | nc   | 181e  | 160e  | 97e   | nc    |
|                                       |      |      |       |       |       |       |
| Légende : nc = non classéSource : UCI |      |      |       |       |       |       |

## Palmarès sur piste

### Championnats nationaux
- Sharjah 2024
  - 3e du championnat des Émirats arabes unis de poursuite[4]
  - 3e du championnat des Émirats arabes unis de l'omnium[4]
  - 3e du championnat des Émirats arabes unis de course aux points[4]
- Sharjah 2025
  - 2e du championnat des Émirats arabes unis de poursuite[5]